# Folhas de parra

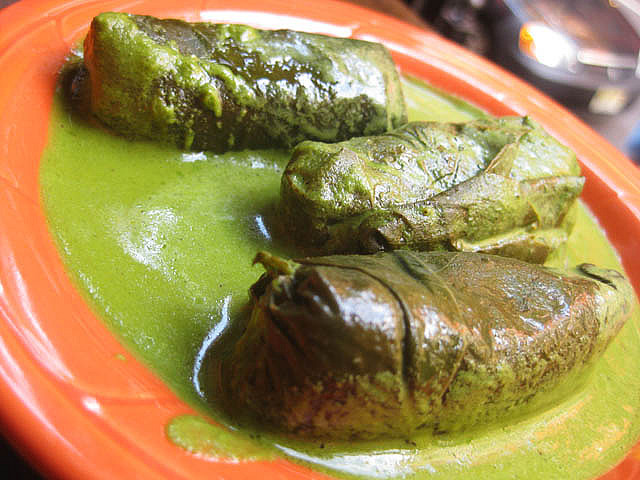
Prato de folhas de uva

As folhas de parra são usadas nas culinárias de várias culturas, incluindo as culinárias albanesa, armênia, azerbaijana, assíria, síria, jornaniana, palestina, libanesa, persa, grega, búlgara, macedônia,  sérvia, romena, iraquiana, afegã, paquistanesa, turca, curda e vietnamita.
As folhas geralmente são colhidas frescas da videira e recheadas com uma mistura de arroz, carne e especiarias, e depois cozidas imersas em água ou cozidas ao vapor. Folhas de parra recheadas podem ser servidas como aperitivo ou como prato principal.